# Musée du débarquement Utah Beach
Le musée du Débarquement Utah Beach a été créé en 1962 à l’endroit même où les troupes américaines ont débarqué le 6 juin 1944. En dix séquences chronologiques, le musée évoque l’occupation allemande, les forces en présence à la veille du D Day, la stratégie alliée et le déroulement du 6 juin 1944 dans le secteur d’Utah Beach. Star du nouveau musée, un authentique avion bombardier Martin B-26 Marauder est exposé dans le hall construit pour lui, accompagné de deux simulateurs de vols. En quittant le site, le visiteur aura compris le choix stratégique de cette plage normande et la raison du succès militaire et technologique d’Utah Beach .
Utah Beach est l'une des cinq plages du débarquement allié en Normandie.

## Localisation
Situé en Normandie dans le département de la Manche, le musée du Débarquement Utah Beach se trouve en bordure de plage, sur la plage de La Madeleine. Il se trouve sur la commune de Sainte-Marie-du-Mont. 

Le Musée du Débarquement  est reconnu à l’international comme étant l’un des premiers lieux de mémoire et de commémoration de la Bataille de Normandie.[réf. nécessaire]

## Histoire
En 1962, Michel de Vallavieille, alors maire de Sainte-Marie-du-Mont, décide de créer un lieu de mémoire pour exprimer sa gratitude envers les soldats américains et leurs actions héroïques. Grâce aux liens qu’il a tissé au fil des années avec des officiers et vétérans américains, il réussit à réunir de nombreux objets de collection. Il crée ainsi un véritable Musée historique à l’origine d’une amitié franco américaine très forte. Il postface d'ailleurs le livre de Gilles Perrault, "Jour J à Utah Beach"

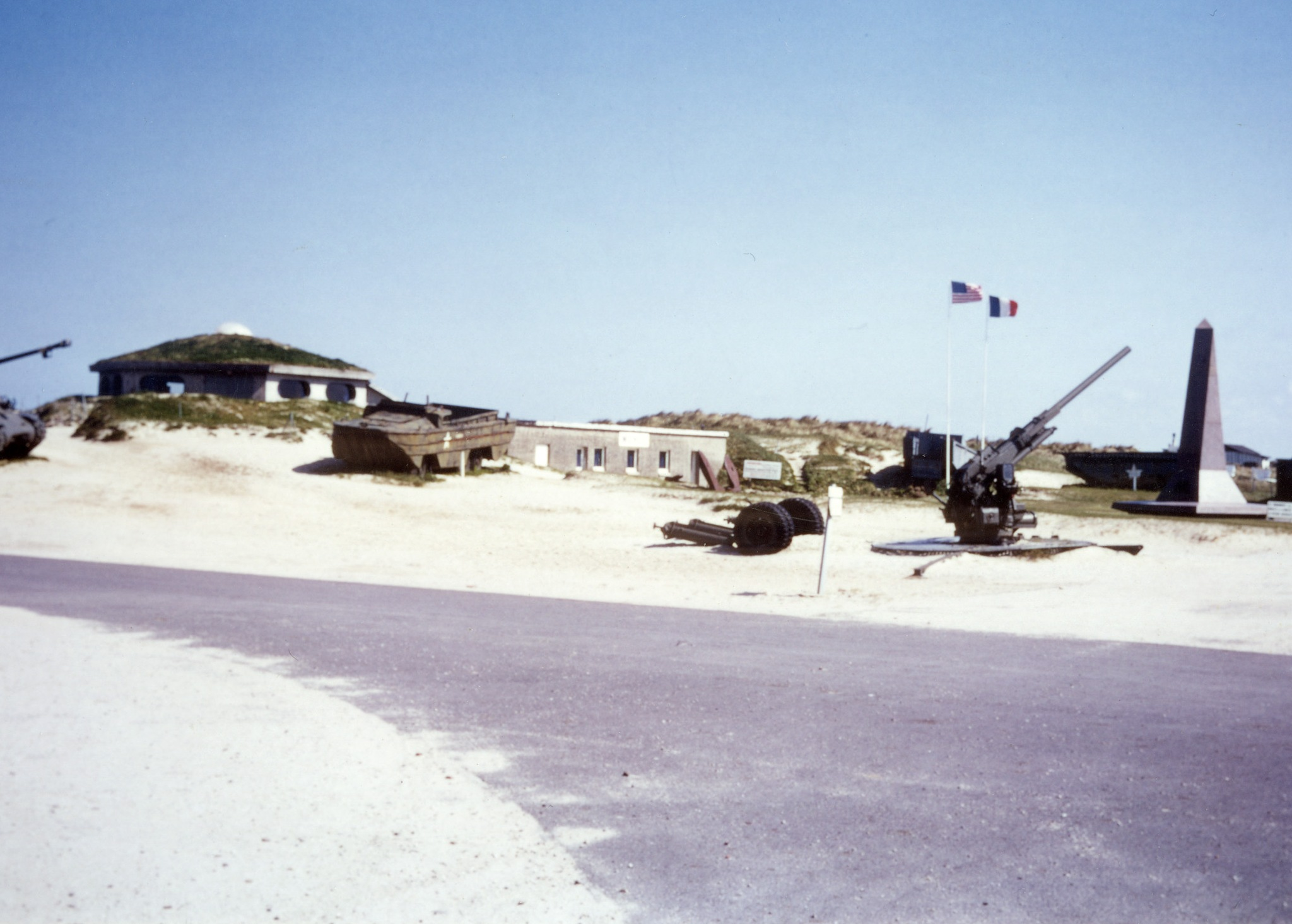
Le musée en 1964

Le premier agrandissement du Musée a lieu en 1964, avec la construction d’une salle hexagonale où était exposée une maquette américaine permettant d’expliquer le débarquement à Utah Beach. Aujourd’hui elle abrite un espace consacré au port artificiel, d'Utah Beach. À l’aide de 3 écrans interactifs le visiteur revit l’histoire du port qui a vu débarquer plus de 830 000 hommes et 725 000 tonnes de matériel.
À l’occasion du 40e anniversaire du Débarquement en 1984, la Mairie de Sainte-Marie-du-Mont entreprend d’améliorer les infrastructures du Musée avec la réalisation d’une salle de projection.
En 1994 a lieu le troisième agrandissement du Musée. Pour l’occasion du 50e anniversaire du Débarquement américain, le Musée du Débarquement Utah Beach connait une nouvelle extension grâce au financement de la Région et du Département. Une salle panoramique offrant une vue sur la plage d'Utah Beach permet aux visiteurs de s’immerger au plus près des événements du jour J. On y retrouve du matériel et des engins, jusqu’alors exposés en extérieur.
En 2007, lors d’une visite familiale, deux américains, David et Gene Dewhurst, découvrent dans une des vitrines du Musée, une photo de leur père, le Major David Dewhurst, ainsi que la carte de sa mission. Il est accompagné de son équipage devant un avion B26 « Marauder ». Les deux frères apprennent que leur père, décédé alors qu’ils étaient très jeunes était pilote dans l’armée américaine.
Le 6 juin 1944, il mène à bien le dernier bombardement sur le point d’appui allemand WN5, seulement cinq minutes avant le débarquement des troupes alliées sur Utah Beach. Très émus par cette découverte, les frères Dewhurst décident alors de participer au financement du projet de rénovation du Musée en créant, aux États-Unis, une fondation au nom de leur père. Leur contribution représente plus d’un tiers du financement total du projet d’extension du Musée.
Depuis 2011, le Musée du Débarquement d'Utah Beach comprend plus de 3 000 m2 de salles d’expositions mettant en valeur le succès de l’Opération Overlord.
Dans le musée s'exposent désormais: un authentique B-26 « Marauder » dans un hangar spécialement conçu pour l’accueillir, les témoignages de civils et de vétérans, une péniche de débarquement « Higgins » (LCVP), ainsi qu'un film documentaire «La plage de la victoire» récompensé à trois reprises par un prix CINE Eagle Award.

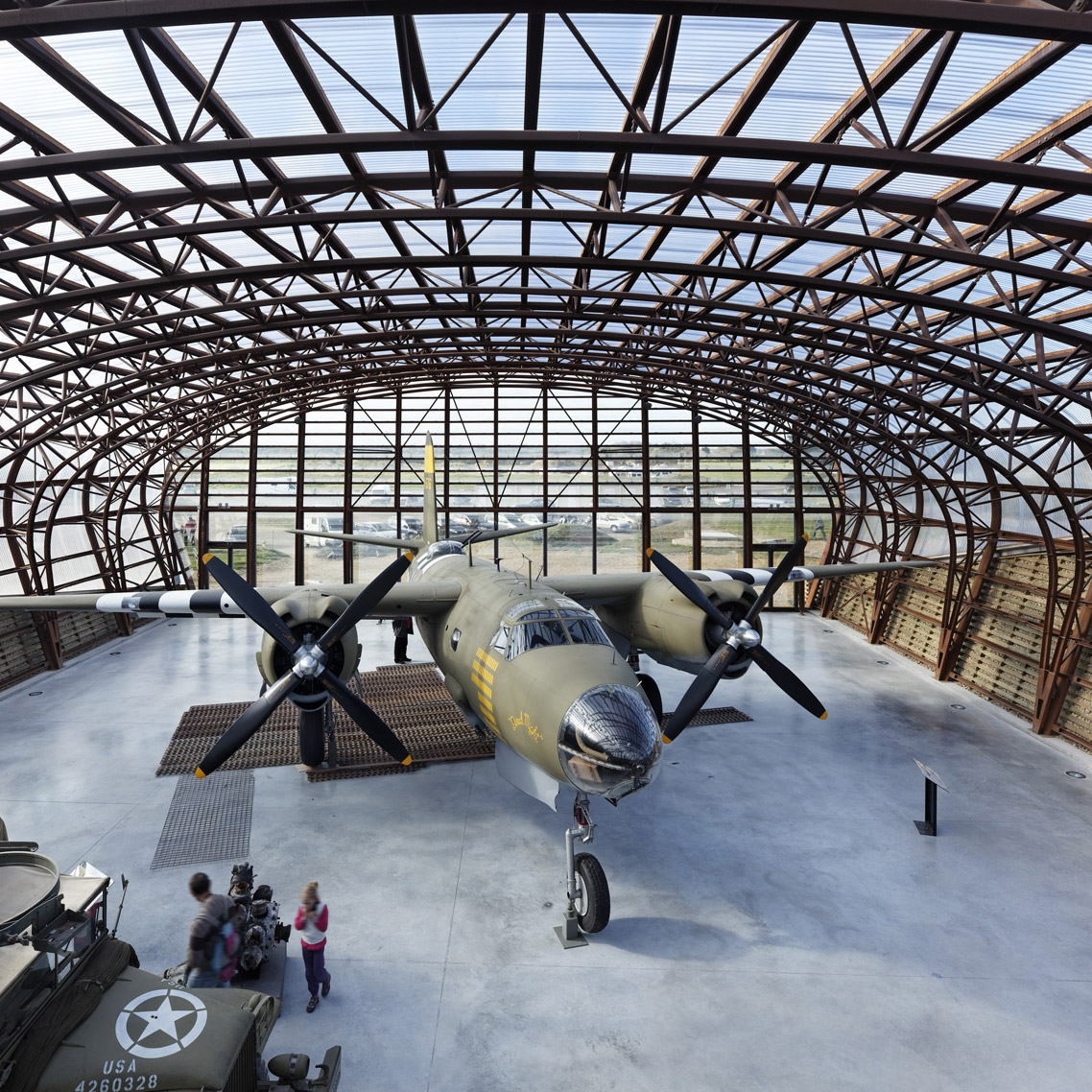
B26 Marauder
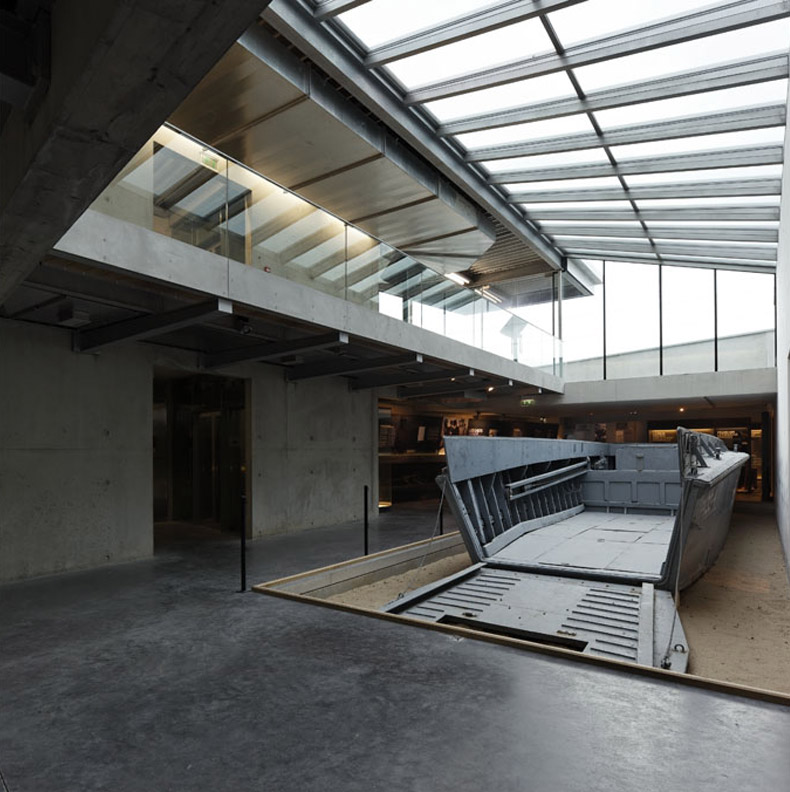
Barge LCVP
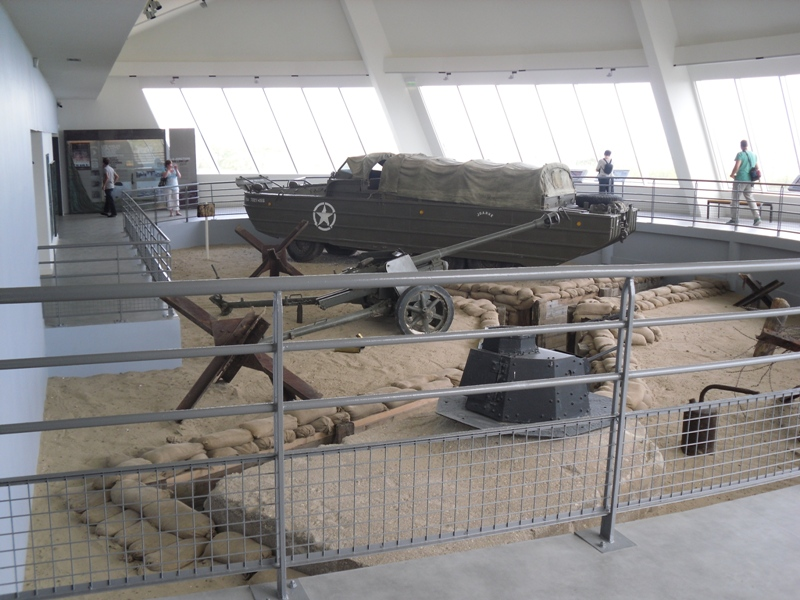
Engins dans le sable
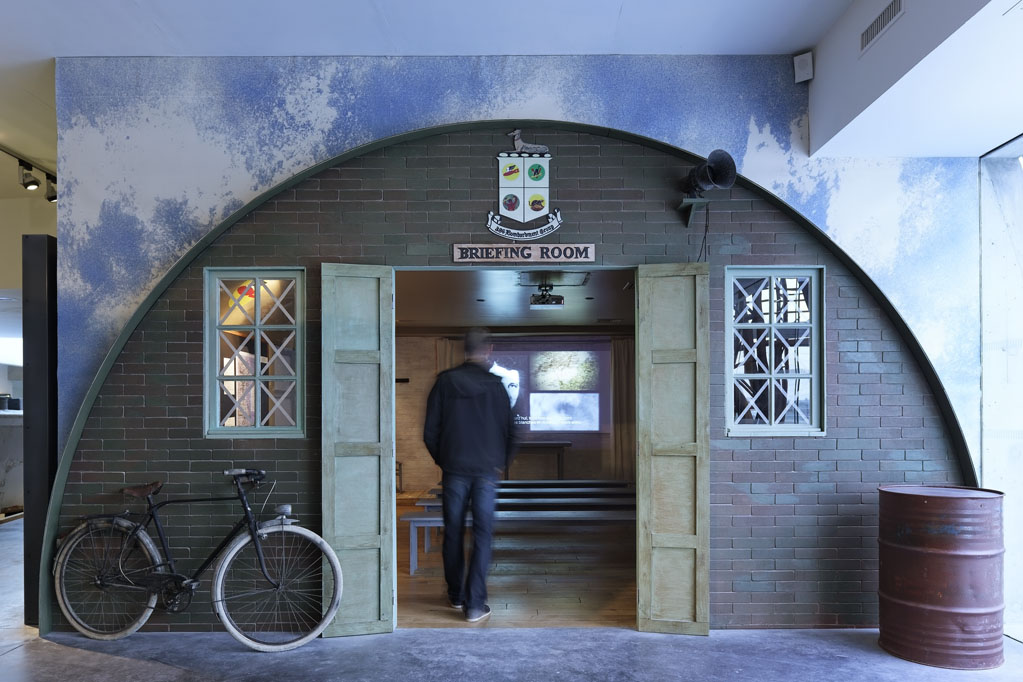
Briefing Room
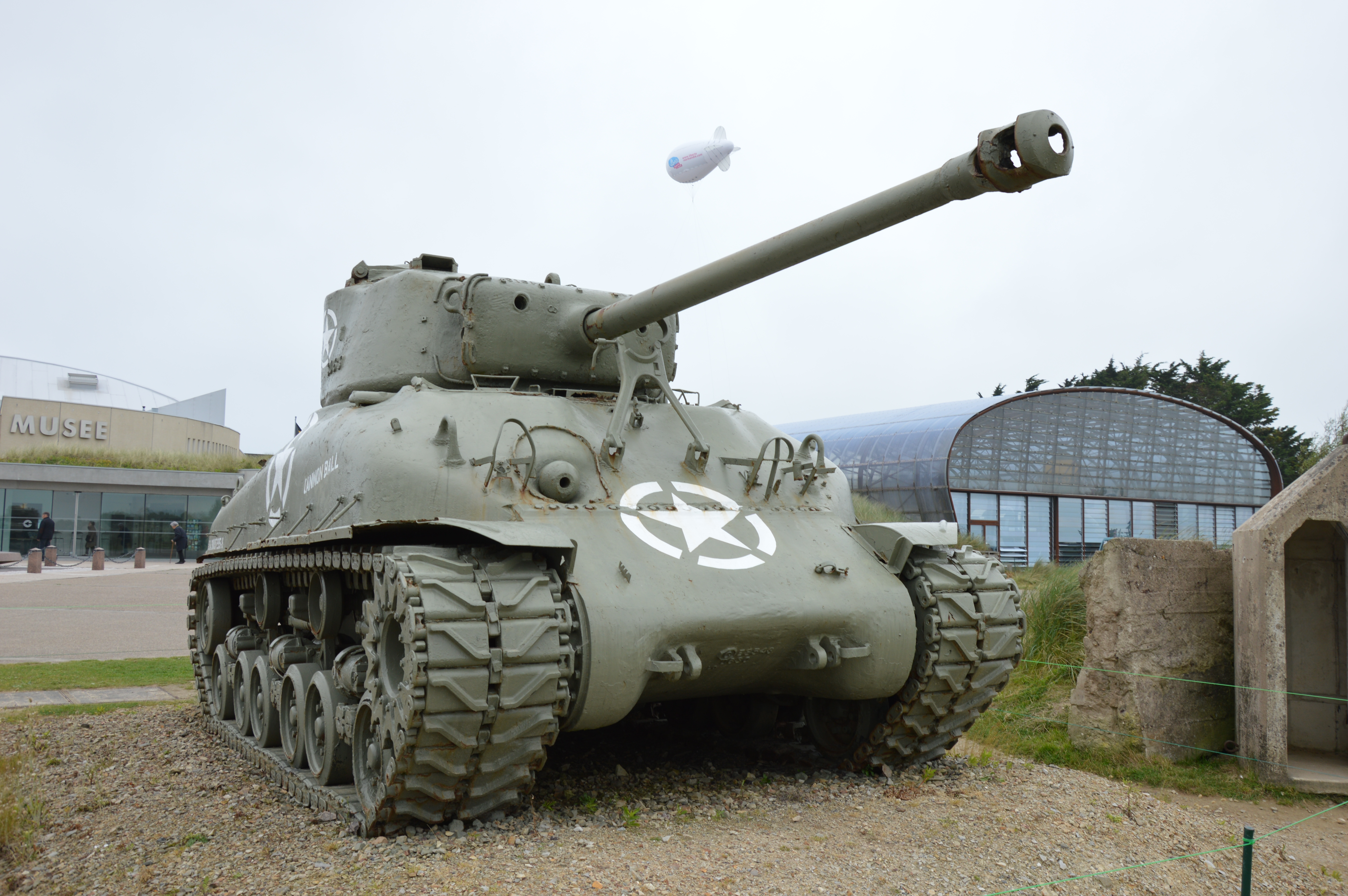
Char M4 Sherman et splitterschutzzelle (de)